# 謝志良
謝志良（？—1647年），字希夷，廣東潮州府平遠縣人，明朝、南明軍事人物。

## 生平
謝志良在崇禎元年（1628年）受撫，獲授石正營把總，他個性勇烈，背部刻上「盡忠報國」四字，因恢復永州、道州功勞，獲萬元吉薦柘林守備、中營遊擊。徐仁龍攻下贛州，他與參將董大勝平定寇盜，抵抗南康宋閻羅。張家玉在許灣報捷，他亦與張安在千金城取勝，轉參將，屯駐雩都，升都督同知總兵，掛鎮虜將軍印，聚眾五千人，贛州告急，他持觀望態度不前進。隆武二年（1646年）他圍攻長寧，知縣錢其嗣拒守，十月他與蕭陞、張安駐守新田平地山。永曆元年（1647年）他帶領六萬士兵在平遠響應張家玉，當年冬天他進攻長寧，有一子陣亡，他與蕭陞、張安回到山寨，蕭陞、張安不久被擒殺。後來陳武在瓊州起兵，謝志良與汀州張興龍、廣東吳六吉、劉良機、揭結、江龍在山寨響應，他的兵力尤其精銳，程鄉、平遠、大埔大為震動，他知道自己無法戰勝，舉家自焚而亡，部下投海自盡。

## 引用
1. 1 2  錢海岳《南明史·卷四十九·列傳第二十五》：（謝）志良，字希夷，平遠人。崇禎元年受撫，授石正營把總，勇烈超群，背鐫「盡忠報國」四字，以復永州、道州功，萬元吉累薦柘林守備、中營遊擊。徐仁龍在贛拔之，與參將董大勝平寇，又拒南康宋閻羅。（張）家玉捷許灣，志良、（張）安亦勝千金城，轉參將，屯雩都。
2. ↑  凌征忠，王华莲主编；中共平远县委宣传部，平远县教育局，平远县文化广电新闻出版局编. . 平远县文化广电新闻出版局. 2005.10: 118–119.
3. ↑  錢海岳《南明史·卷四十九·列傳第二十五》：旋擢都督同知總兵，挂鎮虜將軍印，聚眾五千人。忠誠急，觀望不進。隆武二年，圍長寧，為知縣錢其嗣所拒。十月，合（蕭）陞、安屯新田平地山。永曆元年，以眾六萬自平遠應家玉。冬，攻長寧，月餘，有一子陣亡，遂與陞、安還山寨。尋陞、安被執死。久之，陳武起兵瓊州，志良與汀州張興龍，廣東吳六吉、劉良機、揭結、江龍應與山寨，志良兵尤銳，程鄉、平遠、大埔震動。已知不敵，盡家火死，以部入海卒。